# آرامستان ارامنه تبریز

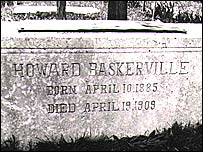
سنگ قبر هوارد باسکرویل در گورستان ارامنه تبریز.

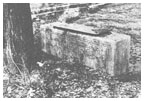
قبر هوارد باسکرویل.

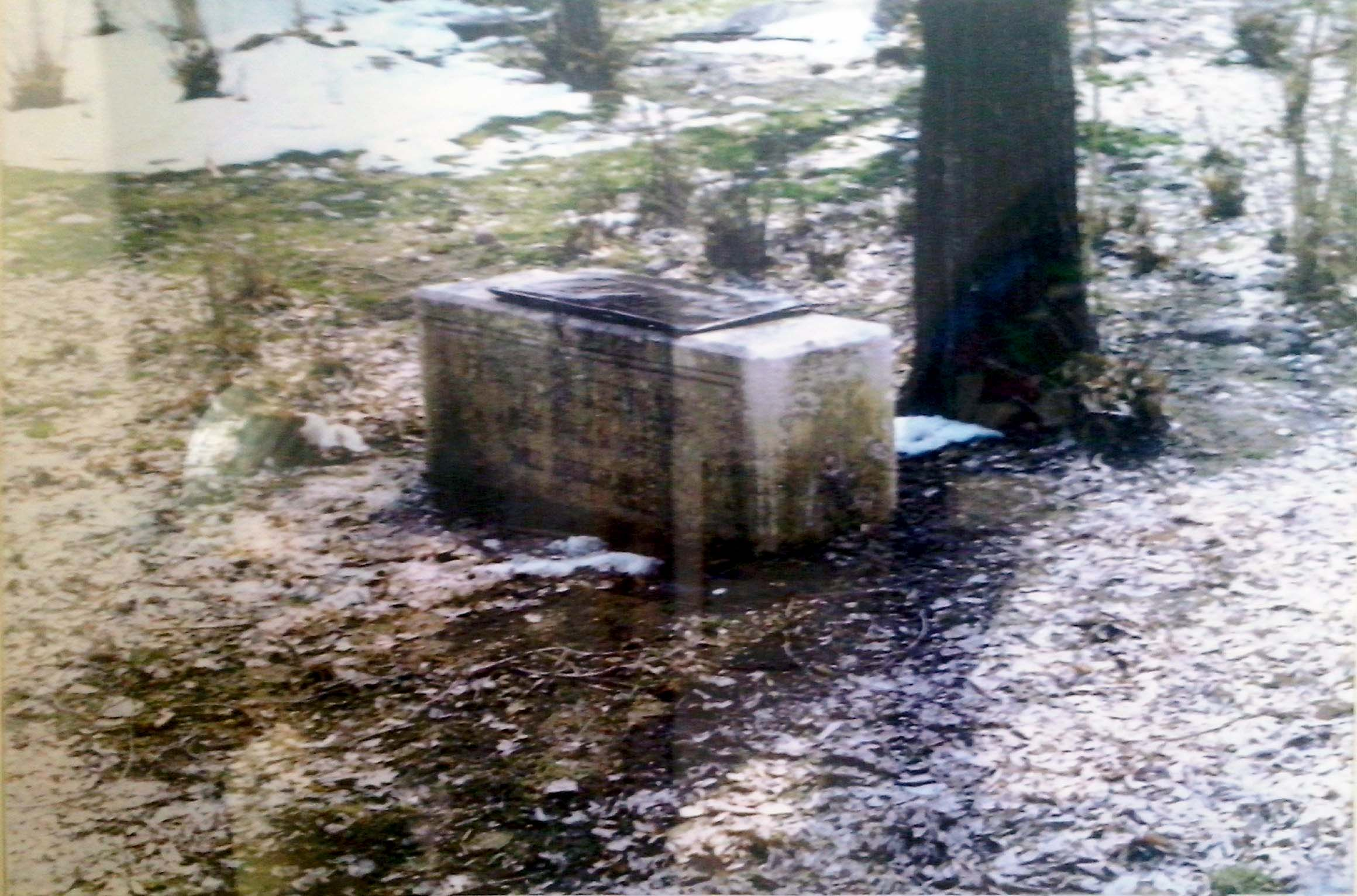
قبر هوارد باسکرویل در گورستان آمریکایی‌ها در تبریز.

گورستان آسوری یا گورستان ارامنهٔ تبریز یا گورستان آمریکایی‌ها گورستانی است که در تقاطع بلوار مشروطه (امامیه) و بزرگراه آزادی، در انتهای محله لیلاوای تبریز واقع شده‌است. این گورستان، باغ بزرگی است که در آن درگذشتگان آسوری و نیز اموات آمریکاییان پروتستان ساکن تبریز در آن دفن می‌شدند.
زمین این گورستان در سال ۱۸۵۶ توسط خلیفهٔ وقت ارامنهٔ آذربایجان -ساهاک ساتونیان- خریداری شده و جایگزین گورستان مریم ننه گردید. از این تاریخ به بعد، متوفیان ارمنی تبریز در این گورستان دفن شدند. آنچه به این گورستان ارزش و اهمیت تاریخ داده، وجود آرامگاه هوارد باسکرویل، معلم آمریکایی مدرسه مموریال تبریز است که در جریان جنبش مشروطه، کشته شد. بنای یادبود شهدای ارمنی خوی نیز که در سال ۱۹۱۸ توسط امپراتوری عثمانی کشته شدند، در این گورستان قرار گرفته‌است.

## مدفن اشخاص برجسته
- هوارد باسکرویل
- آرامگاه خلیفهٔ بزرگ ارامنهٔ آذربایجان، نِرسِس ملیک-تانگیان، که در خلال جنگ‌های جهانی اول و دوم به مدت چهل سال خلافت ارامنهٔ آذربایجان را به عهده داشتند.
- آرامگاه کشیش باگرات، خلیفهٔ سابق ارامنهٔ آذربایجان، که در ۱۹۹۱م/۱۳۷۰ش وفات یافته‌اند.
- آرامگاه کشیش دِرپوغوس دِرپوغوسیان. این کشیش کاتولیک کودک یتیمی بوده که در قتل‌عام ارامنه در خاک عثمانی از جنوب دریاچهٔ وان به تبریز مهاجرت کرده. وی، که در تبریز بیمار شده و مورد مراقبت کاتولیک‌ها قرار گرفته و تحت سرپرستی آنها بزرگ شده بود، به پاس خدمات کاتولیک‌ها به روحانی ای کاتولیک تبدیل و پس از وفاتش، به پیشنهاد آنها در گورستان ارامنه تدفین شد.
- آرامگاه آزاد منوچهریان (وفات ۱۸۵۴/۱۹۴۴م)، پدر سیمون منوچهریان، بانی کلیسای شوغاگات.
- آرامگاه شوغاگات منوچهریان (وفات ۱۸۷۱/۱۹۳۹م)، مادر سیمون منوچهریان، که این کلیسا به نام وی شوغاگات نامیده شده‌است.
- بنای یادبود شهدای ارمنی خوی، که در ۱۹۱۸ م به دست سپاه عثمانی قتل‌عام شده‌اند.
- آرامگاه دکتر اصلانیان (وفات ۱۹۴۰م/۱۳۱۹ش). در چهار گوشهٔ این مقبره، چهار ستون با ارزش ایلخانی وجود دارد که بنا به گفتهٔ قدمای ارمنی از سنگ‌تراشی‌های تبریز خریداری شده‌اند.
- آرامگاه جمعی از شهدای تبریزی ارامنه در جنگ ایران و عراق